# FK Lijevče Nova Topola
Fudbalski klub Lijevče (FK Lijevče; Lijevče Nova Topola; srpski ФК Лијевче) je nogometni klub iz Nove Topole, općina Bosanska Gradiška, Republika Srpska, Bosna i Hercegovina. 
 
U sezoni 2019./20. klub se natječe u "Regionalnoj ligi RS – Zapad, ligi četvrtog stupnja nogometnog prvenstva Bosne i Hercegovine. 
 
Klupska boja je plava

## O klubu
Klub je osnovan u ožujku 1929. godine pod nazivom Šprt klub Nova Topola (ŠK Nova Topola), te je počeo s natjecanjma u okviru "Osme župe Zagrebačkog nogometnog podsaveza", a od 1933. u prvenstvima "Banjlučkog podsaveza". Klub 1933. godine mijenja naziv u TNŠK ("Topolski nogometni šport klub"), 1934. u TOŠK ("Topolski šport klub"), te 1937. u TAŠK ("Topolski atletski šport klub"). Uspostavom NDH,u proljeće 1941. klubu su mijenja naziv u Windhurst, po njemačkom nazivu mjesta (u Novoj Topoli su većinom živjeli "Folksdojčeri"). Klub 1942. godine prestaje s radom. 
 
Godine 1946., nakon Drugog svjetskog rata i odlaska Nijemaca ("Folksdojčera") te većeg naseljavanja Srba u Novu Topolu klub je obnovljen pod nazivom FD Nova Topola ("Fiskulturno društvo Nova Topola"). 1949. godine klub mijenja naziv u FK Lijevče (Lijevče, "Fudbalski klub Lijevče"), a ime je dobio po Lijevče polju. 1953. godine počinje s ligaškim natjecanjima – prvo u "Grupnom prvenstvu Bosanske Krajine", a potom u "Ligi Banjalučkog podsaveza", "Krajiškoj zoni". Zbog teške materijalne situacije "Lijevče zamrzava aktivnosti 1960. godine. Ponovno kreće s radom 1962., ali u sezoni 1965./66. opet dolazi do gašenja. Tada su osnovani klubovi Trošelji i kasnije Vatrogasac u obližnjoj Staroj Topoli. "Vatrogasac" je 1972. osvojio "Općinsku ligu Bosanska Gradiška", te je ime kluba promijenjeno u FK Lijevče, koji je tako nastavio tradiciju.
Klub se do raspada SFRJ i rata u BiH klub se natjecao u "Područnoj ligi Banja Luka", "Međuopćinskoj ligi Banja Luka", "Zonskoj ligi Banja Luka", "Grupnoj ligi Lijevče", "Regionalnoj ligi Banja Luka".
Završetkom rata u BiH, klub je počeo s ligaškim nastupima u "Drugoj ligi RS" (skupine "Prijedor" i potom "Zapad"), koju osvaja u sezoni 1999./2000. i u 2000./01. nastupa u "Prvoj ligi RS", ali odmah ispada iz nje, te dolazi do kratkog zamrzavanja kluba. Klub nanovo počinje s ligaškim natjecanjima u sezoni 2003./04. u "Četvrtoj ligi RS – Gradiška", te narednih godinaa u nastupa u  "Trećoj ligi RS – Banja Luka", "Drugoj ligi RS – Zapad", "Regionalnoj ligi RS – Zapad". 
 
2018. godine klub je u financijskim problemima, ali nastavlja s natjecanjima.

## Uspjesi

### Do 1992.
Područna liga Banja Luka
- prvak: 1975./76.

Međuopćinska liga Banja Luka
- prvak: 1989./90. (Zapad)

Grupna liga Lijevče
- prvak: 1982./83.

Općinska liga Bosanska Gradiška
- prvak: 1971./72.

### Nakon 1992.
Druga liga RS – Zapad
- prvak: 1999./2000.

Treća liga RS – Banja Luka
- prvak: 2005./06.

## Unutrašnje poveznice
- Nova Topola

## Vanjske poveznice
- FK Lijevce, facebook stranica
- Skola Fudbala Lijevce, facebook stranica
- Lijevče, sportdc.net
- Lijevče, srbijasport.net